# حيدر بن عثمان الحجار
حيدر عثمان الحجار هو رائد طب العيون في المملكة العربية السعودية وأول مدير لأول مستشفى في الرياض كما ورد في وثائق دارة الملك عبد العزيز  إضافة لكونه أول مدير عام للتعليم الطبي كما تذكر قاعدة معلومات الملك خالد بن عبد العزيز.

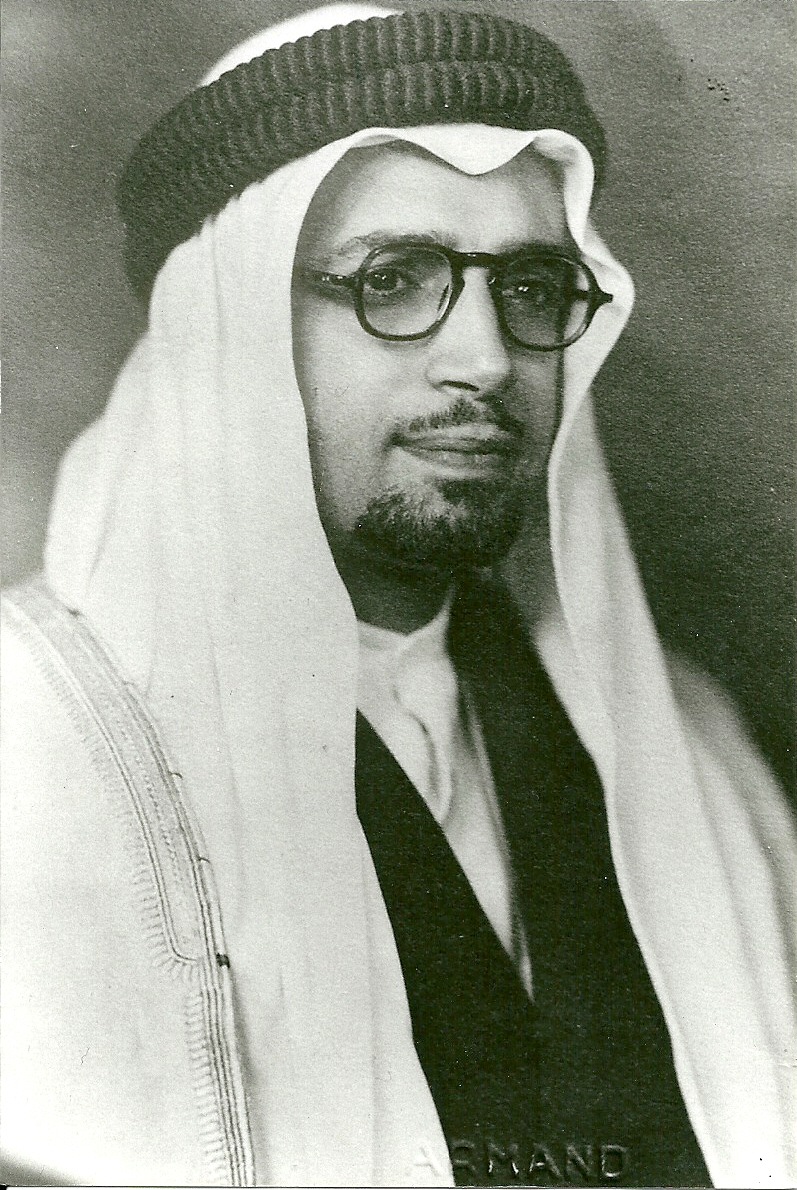

## نسبه
هو الدكتور حيدر بن عثمان بن محمد علي حجار العمري. قرشي الأصل لاتصال نسبه بسيدنا عمر بن الخطاب. وبيت حجار العمري بيت اشتهر في المدينة المنورة بالعلم والمكانة. كان جده محمد على من خطباء الحرم النبوي الشريف إلى جانب عمله في القضاء واشتهاره بين الناس بتمتعه بقدرات متميزة في إصلاح ذات البين. اما والده عثمان فقد كان من حملة القران الكريم ومن الوعاظ بالحرم النبوي ولا تزال سجلات الحرم تحتفظ باسمائهم لانتسابهم لخدمة العلم بالحرم الشريف في عداد الشخصيات التي اوقفت له اعيان كثيرة في المدينة حفاظا على مكانتهم وتقديرا للعلم الذي تشرفوا بالعمل في خدمته.

## الولادة
ولد في المدينة المنورة في 17 من ذي الحجة سنة 1334 هـ الموافق 1915 م.

## النشأة
اتسمت حياته ـ ـ بطابع الجهد والعناء في مختلف مراحلها وخاصة في بداياتها حيث عانى مع اسرته من ويلات الحرب وقشف العيش السائد في ذلك الحين. فقد اضطر لمغادرة المدينة المنورة موطن ابائه واجداده وهو لم يبلغ عامه الثاني ضمن عمليات التهجير التي اتبعها الولاة الاتراك ضد أبناء المدينة من ذوي الاصول العربية، فغادرها بصحبة والده ووالدته مكرهين إلى دمشق مستقلين القطار كما فعل كل سكان المدينة في ذلك الوقت بسبب ظروف الحرب التي أطلق عليها بحرب سفر برلك نصيب هذا الجزء من العالم من الحرب العالمية الأولى. وانتهى بهم المقام في دمشق حيث نشا هناك. وكان يحدث عن قساوة الأحوال في تلك الأيام في ظل اجواء الحرب والهجرة. فعمل والده في التجارة البسيطة لفترة من الزمن ثم تحسنت الأحوال قليلا إذ لمس فيه بعض المسئولين القدرة والكفاءة في أعماله التجارية فاسندوا اليه وظيفة في المستشفى العام الحكومي.

## حياته العلمية

### التعليم العام
تلقى تعليمه الابتدائي والمتوسط والثانوي في المدارس الحكومية السورية وكان حريصا جدا على تقدمه التعليمي وكان دوما متفوقا في جميع دروسه. ومن المواد التي كان يحبها ويفضلها الهندسة واللغة العربية والتاريخ، فكان –- يحفظ قواعد اللغة العربية عن ظهر قلب.

### الدراسات العليا
بعد تخرجه من الثانوية العامة بتقدير ممتاز كان المجال مفتوحا أمامه لاختيار الكلية التي يريد وقد كان يصبو لدخول كلية الهندسة، ولكن والده اقترح عليه دخول كلية الطب لأنه هو يعمل في المستشفى الجامعي وله علاقات جيدة ببعض الأطباء هناك والذين قد يساعدوه إن أشكل عليه فهم بعض المواد، كما أن منزلة الدكتور في المجتمع آنذاك كانت رفيعة جدا لذا أراد به الخير والمنزلة العالية، وهنا لم يخيب رغبة والده والتحق بكلية الطب في الجامعة السورية رغم صعوبتها. وقد كان من أحد شروط القبول في كلية الطب أن يجتاز الطالب امتحان باللغة الإنجليزية التي لم يكن يجيدها لأنها لا تدرس في المدارس السورية التي كانت تركز على دراسة اللغة الفرنسية، وكانت هذه معضلة بحد ذاتها وحاول إقناع الدكتور الممتحن بإعطائه الفرصة بأن يجيب على الأسئلة باللغة الفرنسية ثم يقرر قبوله أو رفضه فوافق الأستاذ وذهل عندما رأى نتيجته ومدى دقة المعلومات التي كتبها فوافق على دخوله كلية الطب لتميزه. ثم واصل تفوقه الدراسي في كل السنوات التالية حتى تخرجه ومن المشهور بين ابنائه المفارقة الحرجة التي صادفته في الدراسة ما حدث في أحد الامتحانات النهائية إذ فهم أحد الأسئلة فهما خاطئا فبدل أن يكتب وصفا للفك العلوي كتب وصفا دقيقا شاملا للفك السفلي وقد كان هذا السؤال هو السؤال الرئيسي في الامتحان وعليه الدرجة الأكبر فخاف جدا من احتمال رسوبه في المادة والذي سوف يؤثر على معدله تأثيرا سيئا ولكن دكتور المادة عندما قرأ الإجابة عرف مدى تمكنه من فهمه للمادة وإلا لما أجاب بهذه الدقة وقرر أن ينجحه في المادة وبتفوق.وقد كانت صلته بمدرسيه دوما ممتازة يسودها التقدير والإجلال. وقد كان يعمل أثناء دراسته الجامعية في المستشفى الجامعي لاكتساب الخبرة.حتى تخرج طبيبا عاما من الجامعة السورية عام 1941 ميلادية / 1360 هجرية وعاد للمملكة للعمل بها كأول طبيب سعودي ثم سافر للقاهرة للتخصص في طب العيون من جامعة الملك فؤاد (الجامعة المصرية أو جامعة القاهرة لاحقا) عام 1947 ميلادي وقد واجه في ذلك بعض الصعوبة لأن الدراسة كلها كانت باللغة الإنجليزية ولكن بالعزيمة والإصرار توصل للنجاح وبعد انهاء التخصص عاد للعمل في المملكة وتنقل في عدد من الوظائف ثم حصل على بعثة إلى مصر أيضا للحصول على دبلوم في استخدام الليزر في جراحة العيون وبعد حصوله على الدبلوم عاد للرياض ثم استمر بعد ذلك بمتابعة كل ما هو جديد في طب العيون سواء عن طريق الكتب أو بحضور الندوات والمؤتمرات عندما تسنح له الفرصة حيث حصل على دبلوم عالي في التطبيقات الذرية على العين من جامعة فيينا بالنمسا.

## حياته العملية
شغل عدة وظائف عامة وخاصة ابتدأ من عمله طبيبا في الخرج ثم حائل قبل أن ينتقل للعمل طبيبا عاما في مستشفى القري في الرياض ثم مندوبا لوزارة الصحة في المدينة المنورة ليعود إلى الرياض للعمل طبيبا للعيون ثم مديرا في مستشفى الملك سعود مجمع الملك سعود الطبي حاليا ثم مديرا لمستشفى الناصرية للعيون بعدها انتقل للعمل مفتشا طبيا بالإدارة العامة للتفتيش بوزارة الصحة ثم مساعدا لمدير عام وزارة الصحة ثم مديرا عاما للتعليم الصحي قبل أن يعين، وكيلا لوزارة الصحة وبالإضافة إلى ذلك فقد عمل بعيادته الخاصة للعيون في الرياض في فترات مختلفة

## اولاده وبناته
رزق بخمسة أبناء وثلاثة بنات
أبنائه من زوجته دلال السويد: غازي، فيصل، سحر، وفاء، محمد، حنان، سلمان
وابنائه من زوجته جميلة المري: خالد

## صفاته الشخصية
لقد تحلى بالعديد من الصفات الفاضلة وكان فيها قدوة، ومن تلك الصفات العصامية، فقد كان عصامي في كل مراحل حياته يكسب رزقه من جهده الخاص وتعبه ويرفض المساعدة الخارجية كما كان يكره الوساطة وتخطي الرؤوس ويحب أن يسير عمله بالنظام خطوة خطوة حتى لو كان ذلك على حساب نفسه ومستقبله ورغباته ومن أعظم صفاته الكرم وحب مساعدة الآخرين وبخاصة من يعاني من ضائقة ومن أمثلة ذلك أنه كان يرفض أخد أجر علاج أي مريض يجده محتاجا وفي ضائقة عندما كان يعمل في عيادته الخاصة، وما زال مرضاه يذكرونه ويذكرون فضله إلى يومنا الحاضر لمساعدته لهم ومن صفاته الإخلاص في كل شيء وتجلى إخلاصه في كل مراحل عمله، فكان شديد الإخلاص لعمله ويرفض أي تهاون وتسيب في العمل وكان هو دوما القدوة لمرؤوسيه، حريصا على القيام بواجبه على أحسن وجه وكان وفيا لعهده دقيقا جدا في مواعيده. وكان متواضعا يرفض التكبر والتعالي والمظاهر الكادبة. وكان ودودا لأصحابه وأهله، وكان يحب المزاح والفكاهة مع أنه كان يعتبر ذو مزاج حاد وعصبي في بعض الأحيان حيث كان سريع الغضب ولكنه لم يكن يضمر حقدا في قلبه ويعتذر سريعا إذا أخطأ على أحد.

## الهوايات
كانت هواياته متعددة ومتنوعة وقد كانت القراءة على رأس الهوايات، فكان يجل القراءة والإطلاع في كل مجال سواء في مجال تخصصه في الطب أو في الأدب أو في الثقافة والمعلومات العامة، وكان يحث على القراءة والتزود بالعلم المفيد النافع من أي مصدر كان. ولم يترك هده الهواية أو يبتعد عنها إلا بعد أن ضعف نظره ضعفا شديدا وأصبح يجد صعوبة شاقة في القراءة وذلك قبيل وفاته ي وهواية القراءة وحب الإطلاع قادته إلى هواية تعلم اللغات المختلفة. فكان يتقن الفرنسية والإنجليزية وتعلم قليلا اللغة الإيطالية واليونانية والأسبانية والألمانية، بالإضافة إلى بعض المفردات التركية التي تعلمها من والدته بهية الملا رحمها الله.
وعندما اختارت ابنته حنان تخصص اللغة الإنجليزية كان يشجعها على القراءة في الكتب الإنجليزية ويقترح عليها بعض العناوين المفيدة وكان يحثها على تعلم اللغات الأخرى اما اللغة الفرنسية فقد بلغت اجادته لها ان كثيرا ما يستعان به في التخاطب مع الاخرين أثناء اقامته في فرنسا في الإجازة الصيفية التي قضاها بصحبة عائلته واقاربه.
من هواياته المفضلة المشي وتسلق الجبال إدا ستحت له الفرصة، فعندما كان في رحلة لزيارة أبها في الإجازة الصيفية كان يحرص على الصحو مبكرا جدا ثم يدهب للمشي في الحقول الخضراء الجميلة في المناطق المجاورة لمنزل حيث يقيم. وإدا ذهب للتنزه إلى المناطق الأخرى كالسودة كان يصر على تسلق الجبال ويدعو الاخرين لمسابقته بالتسلق وكان يسبقهم في أغلب الأحيان وكان ذلك ديدنه في أي رحلة يقوم بها داخل أو خارج المملكة.ومن هواياته في الرحلات أيضا زيارة المتاحف الأثرية والمناطق التاريخية والتعرف على الحضارات القديمة حتى لو اضطره دلك لقيادة أو استئجار سيارة والدهاب لمسافة بعيدة قد تصل لساعات عن البلدة التي نقيم فيها كما حصل في قبرص حيث أصر على قطع مسافة ثلاث ساعات بالسيارة لرؤية بلدة قديمة وآثار ومسرح يوناني قديم.
وكان يحب المشاركة في الأنشطة وألألعاب الجماعية وكان يبدو سعيدا جدا عندما يشارك الصغار في اللعب كرة القدم في النزهات العائلية التي يقوم بها من حين لآخر. ويحب المشاركة في المسابقات التي نقوم بها سواء الثقافية أو الحركية.وإلى جانب دلك فقد كان يهوى الطرب ويحب الاستماع للموسيقى القديمة وبخاصة أغاني أم كلثوم وعبد الوهاب.وكان أيضا يهوى السفر والتعرف على مدن ومناطق جديدة.

## اشخاص عرفهم وعرفوه
نذكر في هذا الجزء الأشخاص الذين تعامل معهم.

### اصدقاؤه
نعتقد ان هذه الفقرة ستكون من أكثر الاجزاء تغييرا حيث نستعرض فيها الأشخاص الذين تعرف عليهم أو ارتبط به بعلاقة ما في أي فترة من فترات حياته. ولذا فقد قسمناها إلى اقسام حسب الفترة الزمنية التي عاشها أو الأماكن التي استقر بها. وسنقوم بإضافة المعلومات الخاصة بكل قسم فور توفرها. وتشمل الاقسام التالية: ـ

#### اصدقاء الطفولة والدراسة
من أوائل الأشخاص الذين ارتبطت بهم حياته الأولى كان الدكتور الحواري وهو من اصدقاء والده رحمهما الله. كما زامله في أيام الدراسة الأولى أحمد قدري الحواصلي الذي انقطعت أخباره ويذكر انه سافر لالمانيا للتخصص في الطب واصدقاء الجامعة منهم الدكتور بشير عبيد وهو طبيب اسنان معروف.

#### اصدقاء الدراسات العليا بمصر
ومن اعز الأشخاص على قلبه ياتي الدكتور البرفسور علي مرتضى الذي اشرف على دراساته التخصصية في طب العيون بمصر وامتدت بهم العلاقة طوال فترة حياته فكانت زيارته وعائلته بمصر من أوائل واجباته كلما حط بمصر في زيارة عمل أو ترفيه.
ولم تتوفر معلومات أخرى عن هذه الفترة بعد. وكذلك أثناء الدراسات التخصصية في إسبانيا، النمسا، الهند.

### أصدقاؤه في قصر الملك عبد العزيز
عند مقدمه للعمل كان يعمل في القصر عدد من الأطباء الذين يتقدمونه في العمر والخبرة وارتبط بهم بعلاقة الاستاذية منهم الدكتور رشاد بن محمود فرعون والدكتور أحمدالطباع جمال خان ممرض رحمهما الله. اما علاقة الأقوى من هؤلاء السابقين فقد كانت مع الدكتور مدحت شيخ الأرض الطبيب العام الذي كان بمثابة الاخ الأكبر والمرشد له في هذه الفترة
ومن اكثرهم قربا له ياتي الدكتور خالد الشواف وهو طبيب عيون أيضا وكانا يقضيان كثيرا من الأوقات معا قبل أن يتوفي.

### اصدقائه في المدينة المنورة
كان على تواصل مستمر بأقاربه منهم عبد الله الحجار ناظر اوقاف الحجارية ومحجوب الحجار وصادق مرشد ومحمد دفتردار

#### اصدقائه في مستشفى الملك سعود
كان على علاقة وطيدة بمدير المستشفى الدكتور سعيد رباح حيث كان ينوب عنه في إدارة المستشفى أثناء غيابه. ومن قسم العيون كان من زملائه المقربين الدكتور عبد الهادي القاعاتي والدكتور عبد اللطيف باشا. ومنهم د/ياسين عبيد الطبيب العام ود/ هاني الحمصي وقد امتد عمله في المستشفى مدة طويلة فعرف الكثيرين ممن عملوا في مختلف القطاعات، وحتى بعد انتقاله من العمل بالمستشفى احتفظ بعلاقة الجيدة معهم من امثال الدكتور وحيد والدكتور جدي عبد الحميد طبيب الأسنان واخيه الكتور سامي ود/ حسين شويل عبد الله سلامة أطباءالنساء والولادة ود/ صديق (هندي)اخصائي القلب الذي تولى متابعة حالته الصحية اثر معاتاته لبعض اعراض القلب وشملت هذه الفترة علاقاته الطيبة مع العديد خارج نطاق العمل من امثال عبد الرحمن بن خميس الذي كان يقضي معه كثيرا من اجازات الاسبوع في مزرعته بالدرعية وإذا لم يكن هناك ففي مزرعة بن شلهوب بالدرعية ايضاو بمزرعة بن زرعة في الخرج، وكان يقضي بعض الوقت بصحبة إبراهيم فرهود في هذه الفترة والدكتور حامد هرساني.

#### في مستشفى الناصرية للعيون
أكثر من عرفه في هذا المستشفى هو نائبه وزميله في العمل الدكتور عبد العزيز طاشقندي ولكننا نفتقد المعلومات عن اشخاص اخرين في هذه الفترة.

#### في وزارة الصحة
من أول الأشخاص الذين ارتبط بهم في إدارة التفتيش في الوزارة كان الدكتور أبولبن ولا توفر معلومات عن الباقين. واما أثناء عمله في الإدارة العامة للوزارة فقد ارتبط في هذه الفترة برباط عمل وصداقة مع الدكتور عبد الرحمن السويلم الذي اكن له محبة واحترام كبيرين كما كان بطبيعة العمل دائم الاتصال بالدكتور الحميدان مدير عام الوزارة، وقد امتدت هذه العلاقة إلى الجوانب الشخصية حيث جمعتهما هواية القراءة والكتابة حتى بعد انتقاله إلى إدارة التدريب والتعليم التي نفتقر عن تفصيلات ومعلومات عنها.

### منزل المليحة بالرياض
من جيرانه في المنازل الأولى في المليحة (الحي الشرقي من الديرة) في الرياض ـ منهم الأمير ناصر بن عبد العزيز والامير مساعد بن عبد الرحمن واديب عينتابلي وسليمان الدوخي وسعد بن باز وفي منزل الظهيرة في الرياض من جيرانه عبد الله الخضير ومنزل الخالدية بالرياض

#### منزل المرقب في الرياض
من جيرانه بيت الصايغ والمطوع وابن باز وإبراهيم العرافة وصالح الشلهوب وحسن الرمال ومحمد علي طايفي مدير شرطة الرياض الذي اعتنى بمسجد الحارة المعروف بمسجد الطايفي ومن اصدقائه الشيخ محمد بن لادن وعمر عطاس وخالد علام وصدقة ابوزيد.

#### في فيلا المربع بالرياض
كان كثير الاتصال بجيرانه واصدقائه خلال فترة سكنه في فيلا المربع ومن جيرانه عائلة الشبيلي، وأحمد اسود، والمنقاري، والصديق، وسعد شبيب، والفرحان، والسبهان والجابر، وسراج ملائكة، وكانت تربطه علاقة قوية بالفريق يحي المعلمي والفريق عبد الله المطلق والفريق محمد العامر والدكتور بشير الباني وعبد العزيز الطياش وعبد القادر الجزار وحسن بن هادي ومحمد سميح الذين ارتبطوا بعلاقات امتدت لتشمل عائلاتهم
وبسبب طبيعة كطبيب للعيون في المملكة فقد ترك ذلك اثرا في نفوس كل من كان علاجهم على يديه ولا تزال ذكرى علاجه محفوظة بين ابنائهم.

## وفاته
توفي في ال17من شهر دي الحجة في عام 1409هـ الموافق 1989م. وكانت وفاته طبيعية جدا مع أنه كان يعاني من مرض تضيق شرايين القلب ومن داء السكري الذي أصابه منذ فترة طويلة إلا أنه في ليلة وفاته كان في قمة وأوج نشاطه الجسمي والعقلي.ولكن قدر الله أن تكون وفاته في صباح اليوم التالي فلاقى ربه في أثناء نومه دون معاناة أو ألم ونسأل الله أن يرحمه رحمة واسعة وأن يدخله فسيح جناته وأن يلحقه بالشهداء والصالحين في العليين اميين وجزاه عنا كل خير على كل ما قدمه لنا وجعلنا خير سلف له.